# Raimond Guiraud
Raimond Guiraud (Tolosa de Llenguadoc, 11 d'abril de 1929 - Marçac de Tarn, 27 d'octubre de 2013) fou un escriptor occità de novel·la negra.
Naixit dins d'una família occitanòfona —la Vergonha no s'hi havia imposat i l'occità encara era parlat al carrer–, Guiraud va treballar en qualque mesters com camioner, obrer, periodista i, més que més, de comercial agroalimentari a París, la qual cosa li feu sovintejar gendarmes, policia i tribunals. Influït per son amic Jòrdi Ensergueix, Guiraud aprengué d'escriure sa llengua i col·laborà en hebdomadaris com País Nòstre i l'Almanac Occitan de l'Arieja, mes no publicà la seua primera novel·la fins a ésser jubilat.

## Obra

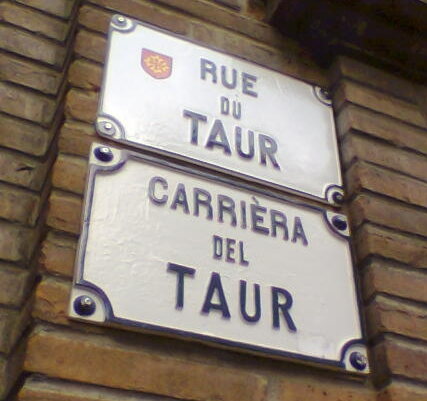
El «carrer del bou» de Tolosa

Guiraud usa un llenguatge directe amb un occità llenguadocià popular, d'acord amb el rerefons dels seus personatges; les escenes, tostemps a Tolosa —una vila que coneix bé–, són descrites amb detall, però els diàlegs són d'una simplicitat i concreció cinematogràfica:
| «              | La llengua de Raimond Guiraud, parlem-ne! És una llengua clara, neta i precisa com la que es pot oïr al mercat de Puèglaurenç un dimecres de fira o dins els cafens de Roergue aprés un concurs de quitlles. | » |
| — Sèrgi Viaule | |   |

| any  | títol                             | editorial | ISBN           |
| ---- | --------------------------------- | --------- | -------------- |
| 1995 | Vint-e-dos Carrièra del Taur      | IEO Crimi | 978-2859101848 |
| 1999 | Lo Castèl de la Páur              | PyréMonde | 978-2846186537 |
| 2002 | Lo netejaire                      | PyreMonde | 978-2846180610 |
| 2004 | Mesclum de messorgas e vertats... | IEO Tarn  |                |